# Tommy Fallot

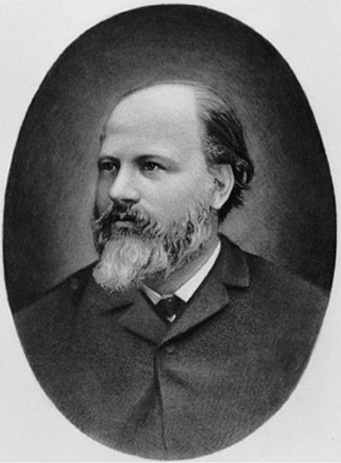
Tommy Fallot, circa 1890

Tommy Fallot (* 4. Oktober 1844 in Fouday, Vogesen, Elsass; † 3. September 1904 in Mirabel-et-Blacons, Département Drôme) war ein französischer evangelischer Pfarrer. Er gehörte zu den Mitbegründern des religiösen Sozialismus in Frankreich.

## Leben
Tommy Fallot wurde in dem französischen Dorf Fouday geboren. Er war der Urenkel des Schweizer Politikers und Industriellen Johann Lukas Legrand und der Enkel Daniel Legrands. In den Dörfern der Grafschaft Ban de la Roche wurde er sehr früh mit den durch die Industrialisierung entstandenen sozialen Problemen vertraut gemacht und in denen der evangelische Pfarrer Jean-Frédéric Oberlin nachhaltig gewirkt hatte.
1872 schloss er sein Theologiestudium in Straßburg mit seiner Doktorarbeit über Die Armen und das Evangelium ab und wurde anschließend Pfarrer in der lutherischen Gemeinde im damals noch deutschen Wildersbach. 1876 trat er zur Église évangélique libre über und wirkte als Pfarrer an der Chapelle du Nord in einem der Arbeiterviertel von Paris. Dort kam er in Kontakt mit der von dem protestantischen britischen Pfarrer Robert Whitaker McAll gegründeten Mission populaire évangélique (Evangelische Volksmission). Auf Anfrage McAlls arbeitete er fünf Jahre in dem Stadtteil La Villette, wo er zusätzlich zu seinem Pfarramt der dort wohnenden armen Bevölkerung materiell und moralisch half. Doch sah er auch die Gefahren, die eine allzu eifrige Evangelisierung mit sich bringen konnte. Da bei dieser die theologischen und kirchlichen Fragen in den Hintergrund gedrängt wurden, kam es zu Spaltungen im französischen Protestantismus.
Ab 1882 beschäftigte sich Fallot, angeregt von Josephine Butler, mit dem Problem der Prostitution und gründete die Ligue française pour le relèvement de la moralité publique (Französische Liga zur Hebung der öffentlichen Moral). Seine Sorge galt aber immer stärker den Arbeitern. So plädierte er für einen christlichen Sozialismus und stellte die soziale Gerechtigkeit als politisches Ziel in den Vordergrund. Gleichzeitig verurteilte er die Exzesse eines revolutionären Sozialismus. Ebenfalls 1882 wurde von ihm Le Cercle socialiste de la libre pensée chrétienne gegründet, ein Name, der auf Kritik stieß und daher in Société d'aide fraternelle et d'étude sociale umbenannt wurde. Fallot berief sich bei seiner sozialen Arbeit immer wieder auf das Evangelium. Unterstützung erhielt er von bekannten Persönlichkeiten, wie dem Professor Raoul Allier und den Pfarrern Charles Wagner, Wilfred Monod, Elie Gounelle und Jules Jézéquel. Aber ein großer Teil des konservativen und bourgeoisen Protestantismus wandte sich gegen ihn. Trotzdem gründete Fallot zusammen mit den ihn unterstützenden Pfarrern die Solidarités, Häuser, in denen sich Menschen verschiedener Konfessionen und Weltanschauungen trafen und gegenseitig halfen.
Nach zwölf Jahren intensiver Arbeit war Fallots Gesundheit angegriffen, und er beantragte im Jahr 1889 eine Pfarrstelle in einem Dorf. Auch war er enttäuscht, dass seine sozialen Ideen nur wenig Gehör im institutionellen Protestantismus fanden.
Er erhielt eine Pfarrstelle in Sainte-Croix, dann in Aouste-sur-Sye im Département Drôme, wo er die letzten zehn Jahre seines Lebens verbrachte und der dörflichen Bevölkerung das Evangelium predigte. In mehreren seiner Schriften aus dieser Zeit setzte er sich für die Ökumene und eine Vereinigung der verschiedenen Strömungen in der Reformierten Kirche von Frankreich ein. Er starb am 3. September 1904 in Mirabel-et-Blacons. Sein Pfarramt übernahm sein Neffe Marc Boegner.

## Schriften (Auswahl)
- Les pauvres et l'Évangile, 1872.
- La femme esclave, 1884 (Digitalisat).
- La réglementation de la prostitution : lettre au rédacteur en chef du journal ‘Le Havre’, 1885.
- Simple explication : trois lettres à un ami, 1893.
- Qu'est-ce qu'une Église ? : un chapitre de christianisme pratique, 1897.
- Pour aider à l'organisation de l'effort missionnaire en France, 1899.
- Christianisme social. Études et fragments, 1911 (Digitalisat).